# Olaf Gisbertz
Olaf Gisbertz ist ein deutscher Bauforscher, Architekturhistoriker und Hochschullehrer.

## Leben
Gisbertz studierte Kunstgeschichte, Europäische Ethnologie und Städtebau in Marburg, Bonn und Berlin. Er war ab 1990 wissenschaftlicher Mitarbeiter am Institut für Kunstgeschichte der Universität Bonn und machte 1993 seinen Magister. Anschließend war er Stipendiat der Graduiertenförderung Nordrhein-Westfalen (1994–1996). Seine Promotion erfolgte 1997 mit der Schrift „Bruno Taut und Johannes Göderitz in Magdeburg“. Anschließend ging er für ein Postdoc-Studium in die USA. Zwischen 2002 und 2004 war er als wissenschaftlicher Mitarbeiter an der RWTH Aachen und der Deutschen Stiftung Denkmalschutz tätig. Im Jahr 2003 war er Stipendiat des Zentralinstituts für Kunstgeschichte München und von 2005 bis 2017 wissenschaftlicher Mitarbeiter beim Institut für Bau- und Stadtbaugeschichte der TU Braunschweig. 2016 habilitierte er sich an der TU Braunschweig zum Thema „Reflexion und Transformation – Erhalten und Weiterbauen der (Nachkriegs-) Moderne“.
Gisbertz leitet das Zentrum Bauforschung, Kommunikation und Denkmalpflege in der Innovationsgesellschaft der TU Braunschweig und hatte von 2017 bis 2022 eine Vertretungsprofessur für das Lehrgebiet „Baugeschichte, Architekturtheorie, Denkmalpflege“ an der FH Dortmund inne, seitdem Forschungsreferent für "Grüne Infrastruktur und Denkmalpflege" im LWL-Denkmalpflege, Landschafts- und Baukultur. Seine Forschungsschwerpunkte liegen im Bereich der Geschichte der Architektur und des Städtebaus des 19. bis 21. Jahrhunderts und der Denkmalpflege. Er ist Mitglied bei docomomo und International Council on Monuments and Sites (ICOMOS). 2017 wurde er außerordentliches Mitglied im Bund Deutscher Architekten (BDA) und ist außerdem Sprecher des DFG-„Netzwerk Bauforschung Jüngere Baubestände 1945+“ (NBJB 1945 +).

## Werke (Auswahl)
- Bruno Taut und Johannes Göderitz in Magdeburg. Architektur und Städtebau in der Weimarer Republik. Mit einem Vorwort von Tilmann Buddensieg, Berlin, Gebr. Mann Verlag, 2000. ISBN 978-3-7861-2318-7.
- Handbuch der Deutschen Kunstdenkmäler NRW I Rheinland. Hrsg. von Georg Dehio. Bearb. von Claudia Euskirchen, Olaf Gisbertz u. a., Deutscher Kunstverlag, Berlin/München 2005. ISBN 978-3-422-03093-0.
- mit Karin Wilhelm, Detlef Jessen-Klingenberg und Anne Schmedding (Hrsg.): Gesetz und Freiheit. Der Architekt Friedrich Wilhelm Kraemer 1907–1990. Jovis-Verlag, Berlin 2007. ISBN 978-3-939633-20-4.
- für das Netzwerk Braunschweiger Schule e. V.: Nachkriegsmoderne kontrovers – Positionen der Gegenwart. Jovis-Verlag. Berlin 2012. Mit Beiträgen von Wolfgang Pehnt, Ira Mazzoni u. a. ISBN 978-3-86859-122-4.
- Bauen für die Massenkultur. Stadt- und Kongresshallen der Sechziger und Siebziger Jahre mit Beiträgen von Werner Durth, Hans-Rudolf Meier, Dominik Schrage, Klaus Tragbar u. v. a., Berlin: Jovis 2015. ISBN 978-3-86859-306-8.
- Achtung modern! Architektur zwischen 1960 und 1980.Hrsg. für die Braunschweiger Landschaft e.V. von Ulrich Knufinke und Norbert Funke in Zusammenarbeit mit Nicole Froberg und Olaf Gisbertz. Petersberg: Imhof 2017. ISBN 978-3-7319-0344-4.
- Mühlenpfordt – Neue Zeitkunst: Reformarchitektur und Hochschullehre. Mit Beiträgen von u. a. Hans-Georg Lippert, Sigrid Hofer, Andreas Hild, Herausgeberschaft Berlin: Jovis 2018 ISBN 978-3-86859-499-7.
- Reallabor Nachkriegsmoderne. Zum Umgang mit jungen Denkmalen. Hrsg. mit Mark Escherich, Sebastian Hoyer, Andreas Putz und Christiane Weber. Jovis, Berlin 2023, ISBN 978-3-86859-754-7.